# 구봉산 (강원)
구봉산(九峰山)은 대한민국 강원특별자치도 춘천시에 있는 높이 441m의 산이다.

## 구봉산 전망대
구봉산 전망대는 춘천시 동면 만천리에 위치한 구봉산 산중턱에 전망대와 휴게소를 비롯해 분위기좋은 카페가 밀집해있다. 전망대와 카페에서는 춘천시내가 한눈에 내려다 보인다.
찾아가는 법은 중앙고속도로로 춘천 나들목을 나와 국도 제46호선(인제, 양구방면)으로 빠진뒤 지방공무원교육원을 지나 바로나오는 만천분기점에서 왼쪽 구봉산전망대방향에 위치해 있다.

## 같이 보기
- 한국의 산